# Courtenay River
Courtenay River är ett vattendrag i Kanada.   Det ligger i Comox Valley Regional District och provinsen British Columbia, i den sydvästra delen av landet, 3 700 km väster om huvudstaden Ottawa.
I omgivningarna runt Courtenay River växer i huvudsak blandskog. Runt Courtenay River är det glesbefolkat, med 14 invånare per kvadratkilometer.